# Schizopera carolinensis
Schizopera carolinensis är en kräftdjursart som beskrevs av Coull 1971. Schizopera carolinensis ingår i släktet Schizopera och familjen Diosaccidae. Inga underarter finns listade i Catalogue of Life.